# Ђорђевац
Ђорђевац је напуштено насеље у Србији у општини Бујановац у Пчињском округу. Према попису из 2022. било је 3 становника.
Ово село је близу административне линије са Косовом и Метохијом. У периоду од 1999. до 2001. године је ово село било у такозваној копненој зони безбедности, демилитаризованом појасу ширине 5 km. Поред спонтаног процеса старења и депопулације, настала безбедносна ситуација је изазвала да се преостали албански живаљ исели.

## Демографија
Ово насеље је од 70-их година 20. века бележило константан пад броја становника.
|  |

| Демографија--- | Демографија--- | Демографија--- |
| Година         | Становника     | Становника     |
| -------------- | -------------- | -------------- |
| 1948.          | 159            |                |
| 1953.          | 158            |                |
| 1961.          | 146            |                |
| 1971.          | 186            |                |
| 1981.          | 81             |                |
| 1991.          | 65             | 65             |
| 2002.          | 0              | 0              |
| 2022.          | 3              |                |

| Година пописа     | 1948. | 1953. | 1961. | 1971. | 1981. | 1991. | 2002. |
| ----------------- | ----- | ----- | ----- | ----- | ----- | ----- | ----- |
| Број домаћинстава | 30    | 30    | 23    | 30    | 14    | 12    | 0     |

| Број чланова      | 1 | 2 | 3 | 4 | 5 | 6 | 7 | 8 | 9 | 10 и више | Просек |
| ----------------- | - | - | - | - | - | - | - | - | - | --------- | ------ |
| Број домаћинстава | 0 | 0 | 0 | 0 | 0 | 0 | 0 | 0 | 0 | 0         | 0      |

| Етнички састав према попису из 2022.‍ | Етнички састав према попису из 2022.‍ | Етнички састав према попису из 2022.‍ | Етнички састав према попису из 2022.‍ | Етнички састав према попису из 2022.‍ |
| ------------------------------------ | ------------------------------------ | ------------------------------------ | ------------------------------------ | ------------------------------------ |
|                                      |                                      |                                      |                                      |                                      |
| Албанци                              | Албанци                              |                                      | 3                                    | 100%                                 |